# Arrondissement di Gex
L'arrondissement di Gex (anche detto, con il nome storico, Pays de Gex) è un arrondissement dipartimentale della Francia situato nel dipartimento dell'Ain, nella regione dell'Alvernia-Rodano-Alpi.

## Storia
Durante l'età feudale il Pays de Gex venne eretto in signoria o baronia e divenne appannaggio dei cadetti dei conti del Genevese.
Ugo di Ginevra fu l'ultimo signore della baronia di Gex in quanto nel 1353 Amedeo VI di Savoia detto il "Conte Verde" si impadronì del Pays de Gex e lo annetté ai propri stati. L'annessione fu confermata dal trattato di Parigi del 1355 con il Delfinato. La storia del Pays de Gex si confuse perciò per due secoli con quella dei Savoia.
Nel 1536 Francesco I di Francia entrò in guerra contro i Savoia nell'ambito della guerra d'Italia contro Carlo V. Allora il Canton Berna, che aveva appena annesso il pays de Vaud a spese dei Savoia, ne approfittò per impadronirsi anche del pays de Gex. La signoria divenne allora un baliaggio bernese e vi fu introdotta la Riforma. Il territorio fu successivamente restituito ai Savoia dai trattati di Nyon del 1563 e di Losanna del 1564.

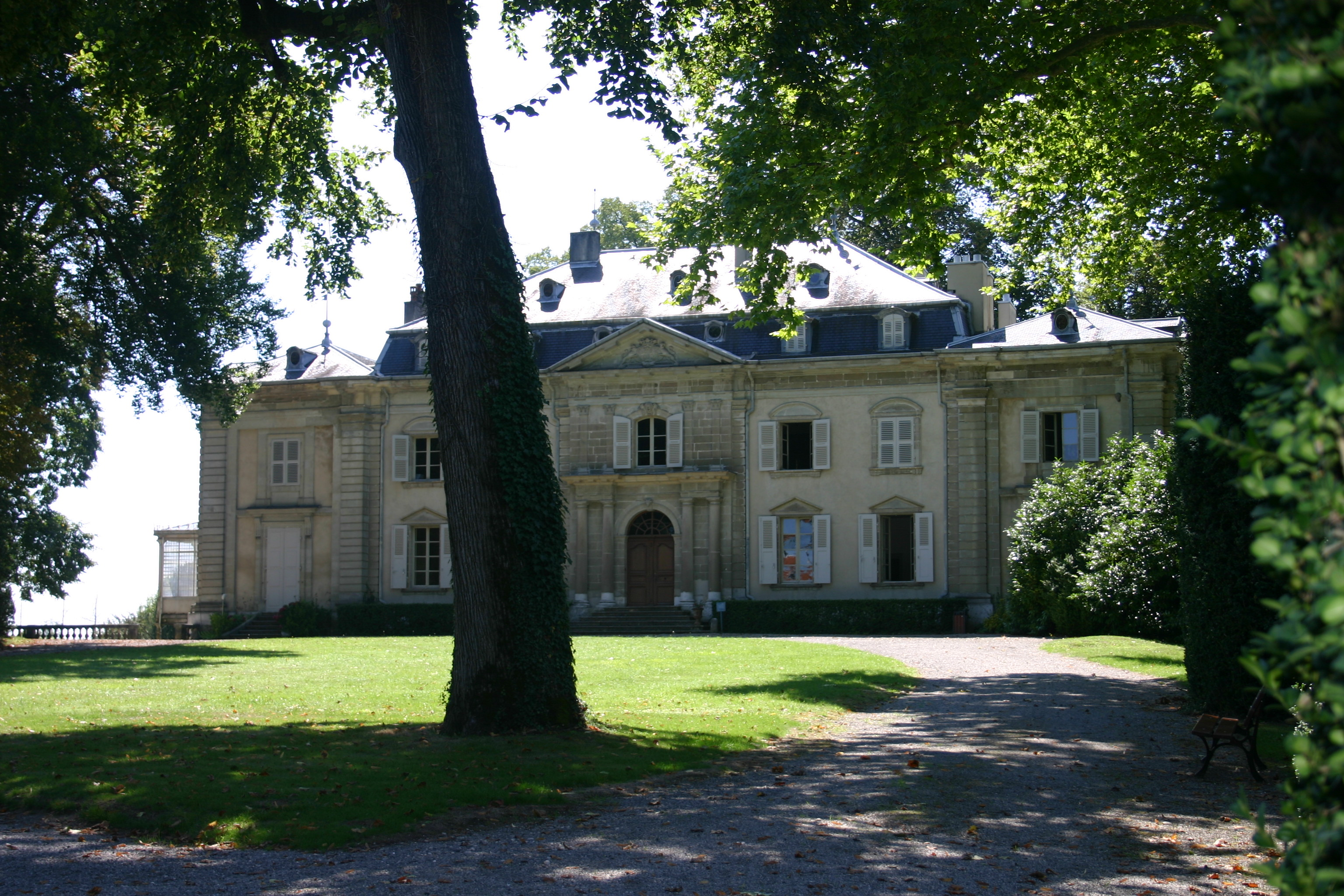
Il castello di Ferney-Voltaire

Nel 1589 i cantoni svizzeri si impadronirono nuovamente del territorio ed il pays de Gex passò sotto la Repubblica di Ginevra. Il duca Carlo Emanuele I di Savoia sferrò una controffensiva nel 1599, ma commise l'errore di reclamare la corona di Francia, provocando l'intervento del re di Francia Enrico IV, che invase la Bresse e il Bugey. Il Pays de Gex fu definitivamente ceduto alla Francia, insieme alle altre due provincie, con il trattato di Lione del 1601 ed aggregato alla generalità di Borgogna.
Nel 1754 Voltaire, temendo di essere indesiderato a Parigi, s'installò a Ferney, dove fece costruire il castello e trasformò il villaggio facendovi costruire a proprie spese più di cento abitazioni per artigiani e commercianti. Il comune verrà perciò ribattezzato in suo onore Ferney-Voltaire.
Nel 1790 il Pays de Gex fu assegnato al nuovo dipartimento dell'Ain. Otto anni più tardi, in seguito all'espansione della Francia rivoluzionaria, il territorio fu aggregato al nuovo dipartimento del Lemano. L'arrondissement di Gex fu creato nel 1815, quando il territorio relativo tornò dal dipartimento del Lemano, non più esistente, al dipartimento dell'Ain. L'arrondissement, soppresso nel 1926, fu definitivamente reinstaurato nel 1933.

## Composizione
L'arrondissement è composto da 29 comuni raggruppati in 3 cantoni:
- cantone di Collonges
- cantone di Ferney-Voltaire
- cantone di Gex